# Ana Mirela Țermure
Ana Mirela Țermure (* 13. Januar 1975 in Căianu Mic) ist eine rumänische Speerwerferin.

## Sportliche Laufbahn
Erste internationale Erfahrungen sammelte Ana Mirela Țermure bei den Balkan-Meisterschaften 1999 in Istanbul, bei denen sie mit einer Weite von 58,96 m die Silbermedaille gewann. Anschließend belegte sie bei der Sommer-Universiade in Palma de Mallorca mit 56,40 m den siebten Platz und qualifizierte sich auch für die Weltmeisterschaften in Sevilla, bei denen sie aber mit 58,52 m in der Qualifikation ausschied. Im Jahr darauf siegte sie bei den Balkanspielen in Kavala mit einem Wurf auf 59,62 m und qualifizierte sich damit auch für die Olympischen Spiele in Sydney, bei denen sie mit 56,31 m aber nicht bis in das Finale gelangte. 2001 gewann sie bei den Spielen der Frankophonie in Ottawa mit 57,25 m die Silbermedaille hinter der Französin Sarah Walter. Sie nahm auch an den Weltmeisterschaften in Edmonton teil und schied dort ursprünglich mit einer Weite von 52,65 m in der Qualifikation aus, wurde aber kurz darauf auf die verbotene Substanz Norandrosteron getestet und daraufhin disqualifiziert und für zwei Jahre gesperrt.
Nach ihrer Sperre gelang es ihr, sich 2003 abermals für die Weltmeisterschaften in Paris zu qualifizieren, gelangte mit 58,50 m aber nicht bis in das Finale. In den folgenden Jahren bestritt sie nur vereinzelt Wettkämpfe auf nationaler Ebene, nahm 2019 aber an den Militärweltspielen im chinesischen Wuhan teil, bei denen sie mit einer Weite von 41,88 m auf den sechsten Platz gelangte. Zuvor wurde sie bei den Balkan-Meisterschaften in Prawez mit 44,83 m Fünfte.
2000, 2001 und 2003 wurde Țermure rumänische Meisterin im Speerwurf.